# Bridgestone
Bridgestone Corporation (яп. 株式会社ブリヂストン Кабусики-гайся Буридзисутон) — японская компания-производитель шин. Бизнес «Бриджстоун» на 80 % состоит из производства и реализации шин для легковых автомобилей, грузовиков, автобусов, коммерческого транспорта, самолётов, мототранспорта, строительной, добывающей и сельхоз техники. Остальные 20 % составляет производство и реализация конвейерных лент, шлангов, сидений для автомобилей, изоляционных резинотехнических изделий и спортивных принадлежностей. Компания владеет 178 заводами и пятью техническими центрами в 27 странах мира, а также десятью собственными полигонами для тестирования шин в семи странах. В списке крупнейших компаний мира Forbes Global 2000 в 2022 году заняла 464-е место.

## История
Компания была основана в 1931 году предпринимателем Сёдзиро Исибаси в городе Куруме префектуры Фукуока; до этого он занимался производством обуви и достиг большого успеха, выпуская традиционные японские носки таби с резиновой подошвой. В 1937 году штаб-квартира была перенесена в Токио, в 1942 году компания стала называться Nippon Tire (Японская шина), с 1951 года — Bridgestone Tire, с 1984 года — Bridgestone Corporation (Bridgestone — «Каменный мост», буквальный перевод фамилии основателя Исибаси). В 1930-х годах компания начала выпускать мячи для гольфа, а в 1946 году — велосипеды. В 1960-х годах было открыто четыре новых завода, а в 1970-х годах — ещё шесть. Первый зарубежный завод начал работу в 1963 году в Сингапуре, за ним последовали заводы в Таиланде (1967 год) и Индонезии (1973 год). В 1976 году было открыто торговое представительство в Гамбурге (Германия). В 1972 году была создана дочерняя компания Bridgestone Sports Co. по производству спорттоваров, таких как мячи и клюшки для гольфа, теннисные ракетки, доски для виндсерфинга.
В 1980 году был куплен австралийский производитель шин Uniroyal Holdings, а в 1986 году — тайваньская компания, но наиболее значимым событием 1980-х годов для компании стало поглощение в 1988 году американской Firestone Tire & Rubber Company за 2,65 млрд долларов; эта компания была объединения с собственными операциями в США в дочернюю структуру Bridgestone/Firestone, Inc. В 1989 году был создан европейский филиал Bridgestone/Firestone Europe S.A., в который вошли предприятия и дилерские сети Bridgestone и Firestone. Покупка Firestone принесла значительные проблемы, поскольку предприятия американской компании нуждались в модернизации, за период с 1990 по 1992 год американский филиал принёс убыток в 1 млрд долларов; попытки снизить зарплату рабочим и перейти на круглосуточный режим работы привёл в 1994 году к затяжной забастовке. Во второй половине 1990-х годов началось расширение производства в Центральной Европе, Китае и Индии. В Японии в это время было сокращено 14 % персонала, за что компанию подвергли резкой критике. В августе 2000 года компании пришлось отозвать 6,5 млн шин, которые ставились на автомобили Ford Explorer; к этому времени эти шины стали причиной гибели 200 человек, ещё 800 получили травмы.
В 2014 году Bridgestone была оштрафована на 425 млн долларов Министерством юстиции США за участие в картельном сговоре производителей автокомплектующих (поглощающих вибрацию прокладок); по данным следствия, картельный сговор был сформирован не позднее 2001 года, 26 компаний признали свою вину, штрафы в сумме составили 2 млрд долларов.

## Деятельность
Регионы деятельности:
- Япония — 29 тыс. сотрудников, 26 % выручки;
- Америка — 52 тыс. сотрудников, 43 % выручки;
- Европа, Россия, Ближний Восток, Индия и Африка — 21 тыс. сотрудников, 20 % выручки;
- Китай и Азиатско-Тихоокеанский регион — 33 тыс. сотрудников, 11 % выручки.

Технические центры компании находятся в Японии (Токио и Йокогама), США (Акрон), Италии (Рим), Китае (Уси), Таиланде (Патхумтхани).
|                     | 2011  | 2012  | 2013  | 2014  | 2015  | 2016  | 2017  | 2018  | 2019  | 2020   | 2021  |
| ------------------- | ----- | ----- | ----- | ----- | ----- | ----- | ----- | ----- | ----- | ------ | ----- |
| Оборот              | 3,024 | 3,040 | 3,568 | 3,674 | 3,790 | 3,337 | 3,643 | 3,650 | 3,507 | 2,995  | 3,246 |
| Чистая прибыль      | 0,103 | 0,172 | 0,202 | 0,301 | 0,284 | 0,266 | 0,288 | 0,292 | 0,240 | -0,023 | 0,394 |
| Активы              | 2,677 | 3,040 | 3,577 | 3,961 | 3,796 | 3,716 | 3,959 | 3,840 | 4,277 | 4,189  | 4,575 |
| Собственный капитал | 1,166 | 1,417 | 1,863 | 2,147 | 2,282 | 2,346 | 2,403 | 2,436 | 2,403 | 2,195  | 2,675 |

## Bridgestone в России
В январе 2016 года Корпорация развития Ульяновской области сообщила о строительстве компанией Bridgestone в регионе первого в России и СНГ завода по производству шин. Открытие предприятия состоялось в мае 2017 года. В проект было вложено 12,5 млрд рублей, завод выпускал 2 млн шин в год. Завод был построен совместно с Mitsubishi Corporation, 18 марта 2022 года работа завода была приостановлена. 20 декабря 2023 года компания Bridgestone выпустила пресс-релиз, в котором известила о передаче всех активов компании S8 Capital и завершении работы в России.

## Спорт

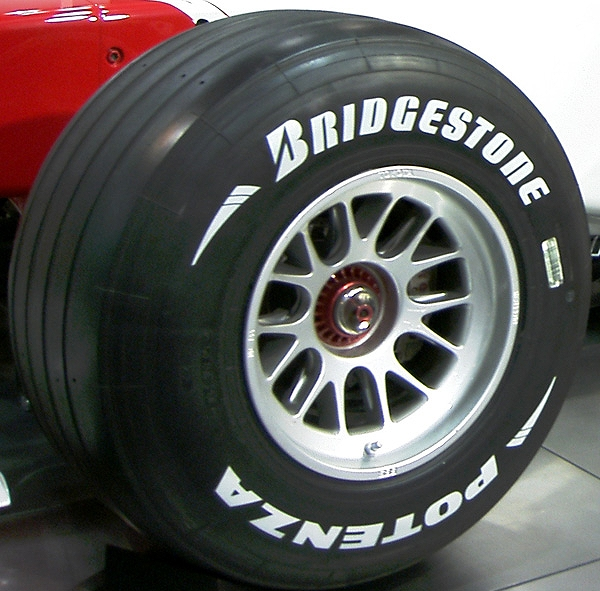
Шина Bridgestone Potenza Формулы-1 сезона года.

Bridgestone является одним из поставщиков специализированных шин для авто- и мотогонок.